# 맷 오스틴
맷 오스틴(Matt Austin, 1978년 4월 29일 ~ )은 캐나다의 배우이다.

## 출연 작품
- 더 테이프 (2012)
- 시한 폭탄 (2008)
- 카우보이 정션 (2006)
- 커버넌트 (2006)
- 접근거부 (2004)
- 세퍼릿 피스 (2004)
- 새벽의 저주 (2004)